# SRV-wagen

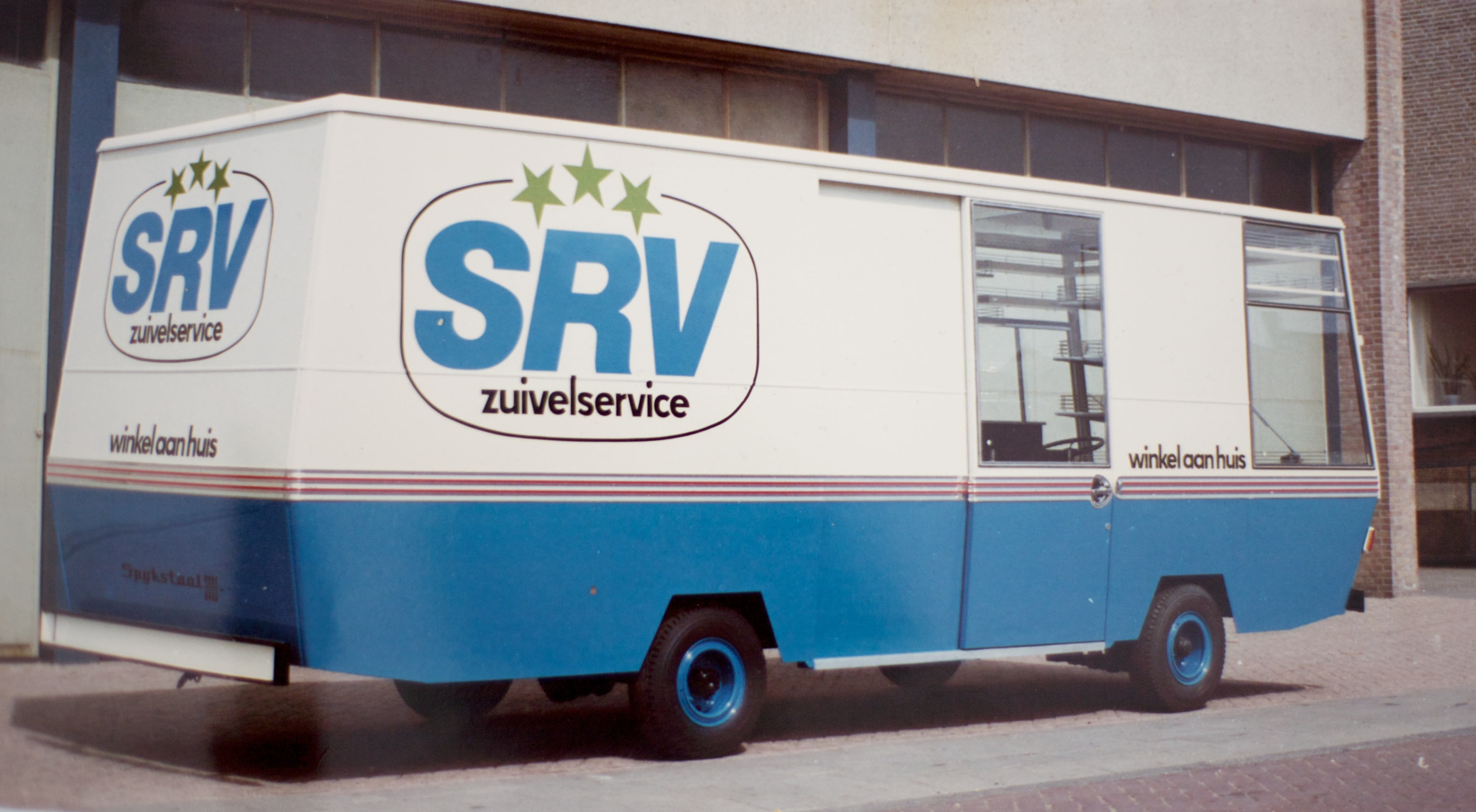
SRV-wagen

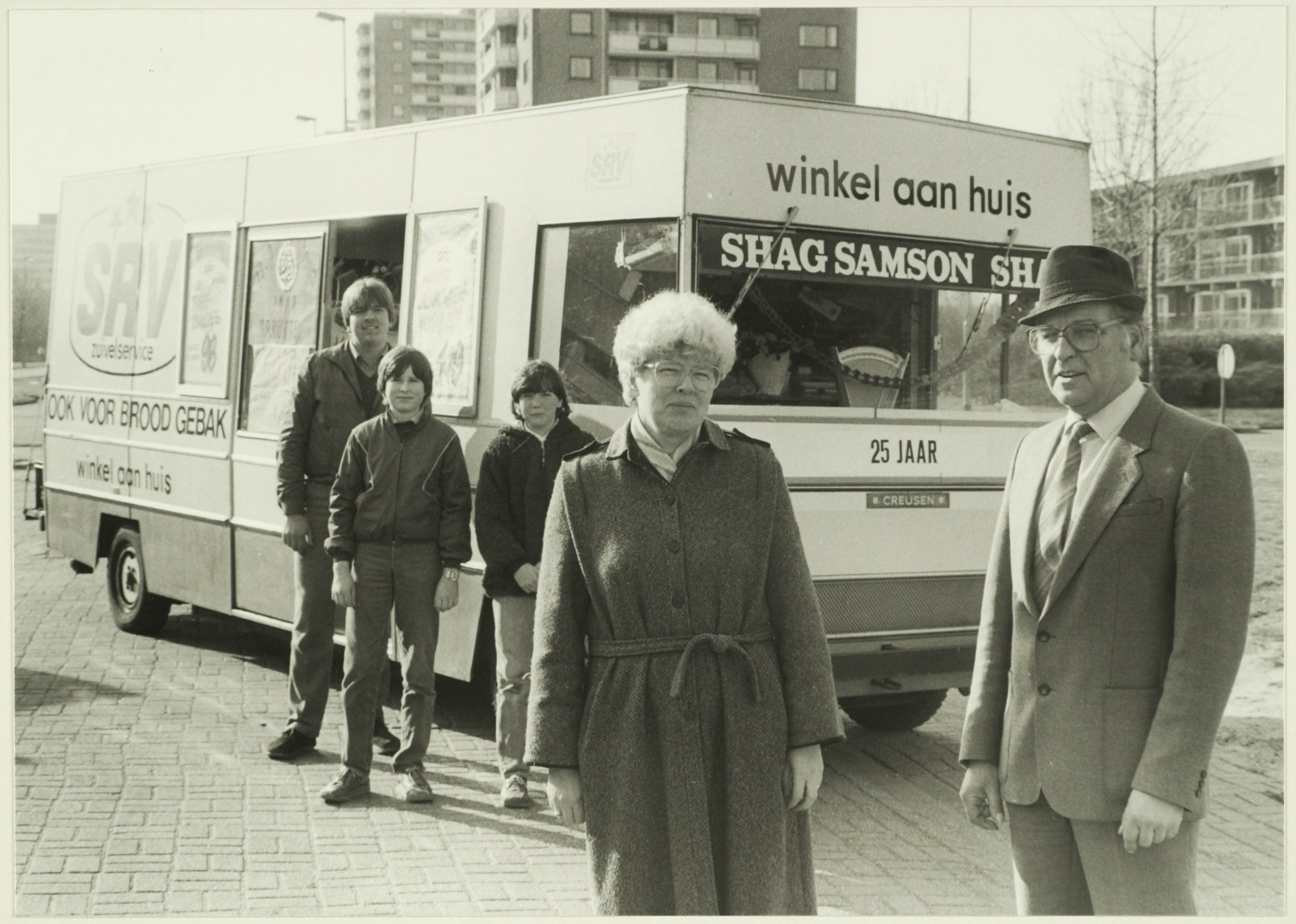
Jubileum melkhandelaar Boerhaavewijk, Haarlem

De SRV-wagen is een kleine rijdende supermarkt.
De naam staat voor 'Samen Rationeel Verkopen'. Later opperde men dat het ging om de eerste drie medeklinkers uit het woord 'SeRVice'. SRV is in 1966 ontstaan uit de samenwerking van een aantal groothandels die door heel Nederland voornamelijk leverden aan de melkhandel: Super Ratio en Knipkaart.
In eerste instantie werd de SRV opgezet als inkooporganisatie. Het concept van de rijdende supermarkt is bedacht door de latere Philips-topman Cor Boonstra toen hij verkoopleider was bij de Zuivel Handel Maatschappij. Boonstra was van 1966 tot 1974 de eerste SRV-directeur onder voorzitter E.W. Heeremans. Later werd SRV een verkoopformule met folders, spaarmunten en spaarzegels, eigen merken, dagblad- en zelfs tv-reclame.
In Nederland (en in mindere mate België) waren enkele bedrijven actief in de bouw van de voertuigen voor de SRV. De bekendste zijn Spijkstaal en Creusen, maar ook Hoogstaal, Gova, Carventa, Rengocar en Smit Joure bouwden wagens. Het Franse ALM en het Belgische Baeten maakten vergelijkbare voertuigen. De SRV-wagen werd aangedreven met een verbrandingsmotor of een elektromotor met accu's.
De SRV-formule werd in 1995 opgeheven. Het Marketing Centrum voor de Melkdetailhandel (MCM BV) kwam daarna met de formule 'Springer & Partners'  voor rijdende winkels, een samenwerkingsverband waar onder meer Groothandel Van Tol in participeerde. In 2002 nam Van Tol medeparticipant Zuivel Handelsmaatschappij over, en in 2014 Versunie, eveneens een deelnemer aan de formule van Springer. De formule van de rijdende winkel staat al sinds de jaren zeventig onder druk van supermarkten met een groot assortiment en het verdwijnen van de huisvrouw. De wagen komt met name nog in dorpen of woonkernen waar geen supermarkt (meer) is. Anno 2023 zijn er nog meer dan 100 rijdende winkels in Nederland.

## Aantal rijdende winkels
| Jaartal | Aantal |
| ------- | ------ |
| 1970    | 2.000  |
| 2014    | 300    |
| 2016    | 200    |
| 2023    | 103    |